# Shuanglin (köpinghuvudort i Kina, Zhejiang Sheng, lat 30,78, long 120,31)
Shuanglin är en köpinghuvudort i Kina. Den ligger i provinsen Zhejiang, i den östra delen av landet, omkring 61 kilometer norr om provinshuvudstaden Hangzhou. Antalet invånare är 74 725. Befolkningen består av 37 253 kvinnor och 37 472 män. Barn under 15 år utgör 9,0 %, vuxna 15-64 år 75 %, och äldre över 65 år 14,0 %.
Runt Shuanglin är det mycket tätbefolkat, med 1 018 invånare per kvadratkilometer. Närmaste större samhälle är Zhili, 11,6 km nordväst om Shuanglin. Trakten runt Shuanglin består till största delen av jordbruksmark.
Genomsnittlig årsnederbörd är 1 675 millimeter. Den regnigaste månaden är juni, med i genomsnitt 253 mm nederbörd, och den torraste är november, med 62 mm nederbörd.